# So Chang-il
So Chang-il – północnokoreański zapaśnik w stylu wolnym. Srebrny medal na mistrzostwach Azji w 2001 roku.